# Issatai Äbdikärimow
Issatai Äbdikäriuly Äbdikärimow (kasachisch Исатай Әбдікәрімұлы Әбдікәрімов İsatai Äbdıkärımūly Äbdıkärımov, russisch Исатай Абдукаримович Абдукаримов Issatai Abdukarimowitsch Abdukarimow; * 15. Mai 1923 in Ozgent, Distrikt Schangagorgan, Kyzylorda Oblast, Kasachstan; † 7. April 2001 in Almaty, Kasachstan) war ein sowjetischer Politiker der Kommunistischen Partei der Sowjetunion (KPdSU), der unter anderem zwischen 1978 und 1979 Vorsitzender des Präsidiums des Obersten Sowjet der Kasachischen Sozialistischen Sowjetrepublik war.

## Leben
Issatai Äbdikärimow wurde 1941 Soldat in der Roten Armee und nahm während des Zweiten Weltkrieges am Deutsch-Sowjetischen Krieg teil und diente an der Westfront der Roten Armee. Nach Kriegsende wurde er 1946 Mitglied der Kommunistischen Partei der Sowjetunion (KPdSU) und Funktionär der Kommunistischen Partei Kasachstans. Er war als Nachfolger von Hasan Schajachmetowisch Bekturganow zwischen Oktober 1972 und seiner Ablösung durch Takeij Esetowitsch Esetow im Dezember 1978 Erster Sekretär des Parteikomitees der Kyzylorda Oblast. Er war ferner zwischen 1974 und 1984 Deputierter des Nationalitätensowjets des Obersten Sowjet der UdSSR.
Als Nachfolger von Sabir Biljalowitsch Niyazbekow wurde Äbdikärimow am 20. Dezember 1978 Vorsitzender des Präsidiums des Obersten Sowjet der Kasachischen Sozialistischen Sowjetrepublik und damit Staatspräsident dieser Unionsrepublik der UdSSR. Er verblieb bis zum 14. Dezember 1979 in diesem Amt, woraufhin Sattar Nurmaschewitsch Imaschew seine Nachfolge antrat. Für seine langjährigen Verdienste wurde er mehrfach ausgezeichnet und erhielt unter anderem den Titel Held der sozialistischen Arbeit, zwei Mal den Leninorden, den Orden der Oktoberrevolution, den Orden des Vaterländischen Krieges II. Klasse sowie das Ehrenzeichen der Sowjetunion.